# Raymond Legueult
 (mai 2014).
Si vous disposez d'ouvrages ou d'articles de référence ou si vous connaissez des sites web de qualité traitant du thème abordé ici, merci de compléter l'article en donnant les références utiles à sa vérifiabilité et en les liant à la section « Notes et références ».
Raymond Legueult, né le 10 mai 1898 à Paris et mort le 25 juillet 1971 à Paris, est un peintre français.

## Biographie

### Avant 1920
Raymond Legueult est issu d'une famille bourgeoise installée à Paris, 28, boulevard Magenta. Son père, Albert Legueult, travaille dans la banque.
En 1914, il prépare le concours d'entrée aux Arts-Déco. Il y sera élève entre 1916 et 1923, dans l'atelier d'Eugène Morand (le père de Paul Morand, l'écrivain). Il y rencontre tout d'abord Roland Oudot, puis, notamment, Joseph Inguimberty, François Desnoyer, et Maurice Brianchon, avec qui il sera très étroitement lié pendant plus de 10 ans, au point qu'ils sont surnommés « les inséparables ».
Une interruption de ses études lui est imposée entre 1917 et 1920 par l'obligation d'effectuer, malgré une santé fragile, son service militaire, puis par sa mobilisation pour la Grande Guerre.

### De 1920 à 1929
Son œuvre de peintre commence vraiment en 1921 par quelques portraits et des paysages. Noémie Lair, qu'il a connu en 1917, est son égérie et son modèle quasi-exclusif jusqu'en 1939. Mais ils n'habitent jamais ensemble, sauf pendant leurs escapades franc-comtoises ou normandes.
En 1921, ses envois au Salon de la Nationale des beaux-arts sont appréciés, il obtient une bourse d'État pour un voyage d'étude qu'il effectue en Espagne, deux ans plus tard. Il visite le musée du Prado et copie des œuvres de Gréco et Vélazquez, avant de découvrir l'Andalousie.
En 1922, toujours au même salon, ses envois de cartons de tapisserie sont remarqués, elles lui valent une commande de la manufacture des Gobelins pour le carton de tapisserie La Franche-Comté. Ce choix géographique lui fait découvrir cette région, où il retourne chaque année, jusqu'en 1938, généralement avec Noémie.
Raymond Legueult loue avec son ami Brianchon un atelier, 54 avenue du Maine, en 1922. Ils réalisent ensemble les costumes pour Grisélidis à l'Opéra de Paris, puis les décors pour le ballet de La Naissance de la lyre en 1925. Ils participent ensemble ou séparément aux principaux salons parisiens, Salon des Tuileries — il participe, en 1923, à la première édition de ce salon — et Salon d'automne, dont il devient sociétaire dès 1924.
En 1925, il lui est confié un poste de professeur de dessin à l'École nationale supérieure des arts décoratifs à Paris ; il y enseigne pendant 20 ans.
En 1926 se crée la « Société Belfortaine des Beaux-Arts » qui organise chaque année jusqu'à la Seconde Guerre mondiale des expositions importantes aux musées de Belfort auxquelles Raymond Legueult participe en compagnie de Georges Fréset, René-Xavier Prinet, Jacques-Émile Blanche, Jean-Eugène Bersier, Anders Osterlind, Henry de Waroquier, Jules-Émile Zingg.
En 1927, il découvre la galerie Le Portique, 99 boulevard Raspail, où il expose fréquemment, notamment en 1929, où Marcelle Berr de Turique, lui organise sa première exposition particulière.

### De 1930 à 1938
Il obtient le Grand Prix de peinture Jacques Darnétal à la Galerie Georges Bernheim en juin 1933, devant respectivement Adrien Holy, Maurice Georges Poncelet et Auguste Durand-Rosé,. S'ensuit une grande exposition particulière en la galerie Bernheim.
En 1934, Maurice Brianchon quitte leur « atelier de bois » de l'avenue du Maine, pour se marier.
En 1938, une grande exposition particulière lui est consacré à la galerie Druet, rue Royale, à Paris.
Il vend plusieurs œuvres à l'État, à la suite de cet évènement.
Il est à l'origine, avec Maurice Brianchon et Roland Oudot du groupe des « peintres de la réalité poétique », appellation qui remonte à 1935.

### De 1939 à 1948
Il est mobilisé, et se retrouve incorporé, en 1940, à la section de camouflage, où il retrouve Brianchon, et fait connaissance avec Jean-Louis Barrault, André Marchand, Pierre Delbée...
Démobilisé à Marseille, après la débâcle, il remonte à Paris, rapidement, pour travailler. Noémie est malade, son nouveau modèle, présenté par Desnoyer, se prénomme Andrée.
En 1941, il participe à la fameuse exposition galerie Braun « Vingt jeunes peintres de tradition française ». Il expose aussi pour la première fois à la galerie Louis Carré, avenue de Messine.
Il réalise le carton de tapisserie L'Atelier pour Jacques Adnet.
Il emménage dans un atelier rue Boissonade. Il y rencontre rapidement un nouveau modèle, qui s'appelle Émilienne Amand (1923-2019). Présentée par son ami Terechkovitch, en 1943, il l'épouse en 1953, et ils ont une fille, Anne, en juin 1954. Ils habitent durant toute leur vie commune dans cet atelier de la rue Boissonade, à Montparnasse.
Ils voyagent ensemble, dès la Libération, en Bourgogne, Provence et Franche-Comté ; sans oublier la Normandie.
En 1945, il se lie d'amitié avec Maurice Estève. Ils le restent et il en résulte beaucoup d'échanges sur la peinture.
En juin 1946, le Comité national d'épuration des artistes peintres, dessinateurs, sculpteurs et graveurs institué par les pouvoirs publics le frappe d'une interdiction professionnelle d'exposer, de vendre et de publier pendant un an à compter, rétroactivement, du 1er septembre 1944.
En 1948, Louis Carré lui consacre une grande exposition particulière présentant 21 de ses œuvres, huiles sur toile, peintes entre 1941 et 1948. Les critiques l'encensent et voient en lui le digne successeur de Matisse et Bonnard.

### De 1949 à 1958
En 1949, Raymond Legueult participe à de grandes expositions en France, mais aussi à Londres et Pittsburg. L'Amérique s'intéresse à lui au travers de Gary Cooper et de la famille de sa femme. Gisèle d'Assailly sort son livre qui ouvre la Réalité poétique à 5 nouveaux venus : Terechkovitch, Cavaillès, Limouse, Planson et Caillard. Le groupe informel est créé, du moins sur le papier.
L'audience de Legueult ne cesse d'augmenter, en France, mais aussi à l'étranger : Kunsthalle de Bâle et Royal Academy de Londres, en 1951, puis l'année suivante au Japon. Pendant ce temps l'État continue ses emplettes.
Il est nommé professeur à l'École nationale supérieure des beaux-arts de Paris en 1953, et le reste jusqu'en 1968, en qualité de Chef d'atelier peinture.
En 1954 naît « petite Anne ». La famille Legueult, outre le séjour pascal dans l'île de Porquerolles, investit alors dans une auto, et louer un petit chalet, dans un grand parc : Les Sorbiers à Glos, près de Lisieux (14). Cette même année, Raymond Nacenta l'intègre à l'École de Paris, lors d'expositions galerie Charpentier.
En 1957, c'est la grande exposition des Peintres de la Réalité Poétique, en Suisse, à Vevey. Il y est convié en qualité de quasi-chef de file.
La période se termine en apothéose avec la Biennale de Venise, où une salle complète lui est consacrée. Il y expose 23 huiles sur toile, provenant essentiellement de collectionneurs privés.

### De 1959 à 1971
En 1961, Raymond Legueult participe à la monographie que lui consacre Marcel Zahar, aux éditions Flammarion.
Il cède au mirage de l'Amérique, vend ses toiles à des collectionneurs américains, des banquiers de Wall Street qui l'implorent pour tenter d'obtenir l'œuvre convoitée, tel Robert Lehman. Il prépare activement une dernière exposition particulière qui se profile à New York, fin 1968, mais en attendant survient Mai 68, qui met un terme brutal à sa longue carrière d'enseignant, trois mois avant sa retraite prévue.
Il tombe gravement malade en 1969, au retour de New York. On ne le voit quasiment plus apparaître en public.

## Œuvres (extrait)

### Pour la scène
- Grisélidis, création de costumes en collaboration avec Maurice Brianchon, première à l'Opéra de Paris le 2 novembre 1922.
- La Naissance de la lyre, en collaboration avec Maurice Brianchon, première le 1er juillet 1925, décors du ballet, musique de Albert Roussel, livret de Théodore Reinach.

### Pour la décoration
- Divers projets de cartons de tapisserie et de vitraux présentés sans les salons de la Société Nationale des Beaux-Arts, alors qu'il est élève aux Arts-Déco (1921-1923).
- “La Franche-Comté“, carton de tapisserie destiné à la Manufacture des Gobelins, sera exposé au Salon des Tuileries de 1926, avant d'être livré aux Gobelins.
- Panneau de décoration pour la salle d'honneur du Lycée de Jeunes Filles de Fontainebleau, en 1937.
- Carton de tapisserie “L'atelier“, pour Jacques Adnet, directeur de la Compagnie des Arts Français, en 1941.
- "Le repos des modèles", décoration murale pour l'appartement tribord de luxe du paquebot Jean Laborde des Messageries maritimes, décoré par Arbus.

### Œuvres variées
- Quelque 500 tableaux réalisés entre 1920 et 1970, souvent moins de 5 par an dans le dernier tiers de sa carrière, parfois plus de 25 au début.
- Plusieurs milliers de dessins au crayon, beaucoup de paysages.
- De nombreuses aquarelles, surtout à partir des années 40.
- Une vingtaine d' œuvres acquises par l'État, dont 10 entre 1933 et 1941, particulièrement par le choix de Robert Rey. De nombreuses sont en dépôt dans des musées de Paris et de province.

### Œuvres dans les collections publiques à l'étranger
- Ambassade de France à Canberra, 1 toile
- Ambassade de France à Bucarest, 1 toile
- Ambassade de France à New-Delhi, 1 toile
- Musée d'Alger, 1 toile
- New Walk Museum and Art Gallery, à Leicester, 1 toile
- Musée HAM, à Helsinki, Finlande, 4 toiles
- Musée Atenum, à Helsinki, Finlande, 1 toile
- Metropolitan Museum of Art (MET), New York, 1 toile, provenant de la donation Robert Lehman

### Œuvres dans les collections publiques en France[11]
- Musée national d'Art moderne, Centre Pompidou, Paris, 3 toiles
- Musée d'Art moderne de la ville de Paris, 1 toile
- Musée Bonnat-Helleu, à Bayonne, 1 toile
- Musée des Beaux-Arts de Pau, 1 toile
- Musée des Beaux-Arts de Nancy, 2 toiles
- Musée Toulouse-Lautrec d'Albi, 1 toile
- Musée Georges Garet à Vesoul, 1 toile
- Musée Eugène Boudin de Honfleur, 1 toile
- Musée de l'Abbaye à Saint-Claude, 2 toiles
- Musée Hébert de La Tronche près de Grenoble, 2 toiles
- Musée de Morlaix, 1 toile
- Musée de Bagnols-sur-Cèze, 1 toile
- Manufacture des Gobelins, Mobilier National, à Paris, 1 toile
- Ministère de l' Éducation nationale, 1 toile
- Mairie de Poitiers, 1 toile

### Principaux lieux où il a peint
- Espagne, Andalousie, en 1923
- Franche-Comté, de 1922 à 1946, plus de 100 toiles
- Granville, ses environs et le Cotentin, de 1920 à 1941
- Marseille, les calanques et Sormiou, en 1929
- Touraine, autour de la Mothe à Yzeures, entre 1928 et 1938
- Lisieux, Glos et la région, à partir de 1945
- Trevilly et Avallon, la Cure, en Bourgogne, entre 1943 et 1946
- Bretagne du côté de Bénodet, en 1947
- Eygalières, Fontvieille et la Provence, en 1947 et 1954
- les Maures, entre 1948 et 1952, au moins 6 toiles
- Porquerolles, à partir de 1953

## Expositions notables (sélection)[12]
- 1921-1922, Salon de la Société Nationale des Beaux-Arts,Paris
- à partir de 1923, Salon d'automne, il deviendra sociétaire à partir de 1924, Paris
- à partir de 1923, Salon des Tuileries, il deviendra sociétaire à partir de 1933, Paris
- à partir de 1927, galerie Le Portique, de Marcelle Berr de Turique, 99 boulevard Raspail, Paris, dont exposition particulière en 1929, avec 30 œuvres
- à partir de 1927, galerie Art Contemporain Lévy-Alvares, Paris
- à partir de 1930, galerie Katia Granoff, Paris
- 1933, Galerie Georges Bernheim, Paris, exposition particulière
- à partir de 1934, galerie Charpentier, Paris
- du 14 octobre au 5 décembre 1935, Carnegie Institute, à Pittsburg
- 1936, biennale de Venise
- à partir de 1938, « Chez Bäcksbacka », Helsinki, Finlande
- 1938, galerie Druet, rue Royale à Paris, exposition particulière avec 34 toiles et 4 dessins
- avril 1939-octobre 1940, pavillon français à l'exposition universelle de New York
- à partir de 1941, galerie Louis Carré, à Paris
- mai 1941, galerie Braun, « Vingt jeunes peintres de tradition française », Paris
- Janvier 1942, inauguration de la Galerie Friedland à Paris
- 1942, Paris, Galerie Charpentier, « Le Paysage de Corot à nos jours »
- 1948, Paris, Galerie Louis Carré[9], exposition particulière avec 21 toiles
- à partir de 1954, École de Paris, galerie Charpentier
- 1957, La Tour-de-Peilz, Vevey, en Suisse, « Les Peintres de la réalité poétique »
- juillet 1958-septembre 1958, pavillon français à l'exposition universelle de Bruxelles,
- 1958, biennale de Venise
- 1962, « Cent ans de peinture française », musée d'art moderne, Mexico
- 6 juin-21 juillet 1962, galerie Tooth à Londres, exposition particulière
- avril 1967-octobre 1967, pavillon français à l'exposition universelle de Montréal
- 4 décembre 1968-4 janvier 1969, galerie Nicolas Acquavella, New York, exposition particulière avec 45 œuvres, dont 23 toiles
- 8 octobre-14 novembre 1981, galerie Vokaer, Bruxelles, exposition particulière
- 6 avril-18 mai 1985, « Hommage à Legueult », Palais de l'Europe à Menton
- 16 octobre-3 novembre 1985, « Hommage à Legueult » au Salon d'automne
- été 1998, « Hommage à Raymond Legueult », exposition particulière, musée Gustave Courbet à Ornans
- 26 mai-4 juin 2000, Hummage aux peintres Brayer et Legueult, Salon 2000 de la Société Nationale des Beaux-Arts au Carrousel du Louvre
- 25 juin-19 septembre 2011, “les huit de la Réalité Poétique“, musée des Beaux-Arts de Gaillac
- 13 avril-17 juin 2012, "les peintres de la Réalité Poétique", musée de l'Abbaye à Saint-Claude
- 24 juillet-17 septembre 2016, "les peintres de la Réalité Poétique", Château de Laroquebrou
- juillet-août 2017, exposition de tapisseries modernes au musée Dom Robert à Sorèze
- février 2018, « Un air de Paris », musée HAM à Helsinki, Finlande

## Élèves notoires
- Paul Ambille, à l'École nationale supérieure des beaux-arts de Paris, prix de Rome de 1955
- Georges Arditi, en 1932 à l'École nationale supérieure des arts décoratifs de Paris
- Marc Baumann, de 1940 à 1947
- Michel Bertrand[13] à l'École nationale supérieure des beaux-arts de Paris, jusqu'en 1960.
- Georges Briata, à l'École nationale supérieure des beaux-arts de Paris.
- Pierre Carron, à l'École nationale supérieure des beaux-arts de Paris en 1951, grand prix de Rome de 1960, membre de l'Institut.
- Jean-Yves Couliou, à l'École nationale supérieure des arts décoratifs de Paris.
- Pierre Faure, à l''École nationale supérieure des beaux-arts de Paris à partir de 1951.
- Camille Fleury, jusqu'en 1935.
- Arnaud d'Hauterives, à l'École nationale supérieure des beaux-arts de Paris de 1955 à 1957, grand prix de Rome de 1957.
- Jean Jansem, en 1938 à l'École nationale supérieure des arts décoratifs de Paris.
- Jean-Michel Nicollet.
- Freddy Tiffou, à l'École nationale supérieure des beaux-arts de Paris en 1953, prix de Rome de 1962.
- Claude Viallat, à l'École nationale supérieure des beaux-arts de Paris de 1962 à 1963.
- Nicole Thomas-Jodin.